# Leptoperla kimminsi
Leptoperla kimminsi är en bäcksländeart som beskrevs av Mclellan 1971. Leptoperla kimminsi ingår i släktet Leptoperla och familjen Gripopterygidae. Inga underarter finns listade i Catalogue of Life.